# Steve Achiepo
Steve Achiepo, né le 18 décembre 1981 à Sèvres, est un acteur, scénariste et réalisateur français.

## Biographie
Fils d'un père ivoirien, Docteur en sciences économiques à la faculté d'Abidjan, et d'une mère guyanaise, puéricultrice, Steve Achiepo est né en France à Sèvres. Il passe un BTS professions immobilières puis entre au Cours Florent où il suit une formation d'acteur entre 2005 et 2007. Il poursuit avec des stages sous la direction de Jack Waltzer, pendant deux ans.
En 2008, au Théâtre de Ménilmontant, il met en scène et joue sur scène La quatrième prophétie, une pièce fantastico-médiévale dont il est l’auteur. Avec Amit K. Babooa, il filme deux teasers de cette histoire.
Entre-temps, il joue dans des courts-métrages. Il écrit, réalise et interprète En équipe, en 2012, présenté dans plusieurs festivals, puis À la source, en 2014.
En 2016, il interprète un des rôles principaux, celui de Youssouf Fofana, dans Tout, tout de suite de et avec Richard Berry, un film adapté du roman éponyme de Morgan Sportès sur l'affaire du gang des barbares.

## Filmographie

### Cinéma

#### Longs métrages
- 2008 : Paris de Cédric Klapisch
- 2016 : Tout, tout de suite de Richard Berry : Youssouf Fofana

#### Courts métrages
- 2006 : Asylum de Cécile Ritwegger : l'homme aux visions
- 2006 : Monsieur perd ses copains d'Amandine Quante
- 2007 : Ken Ya Maken de Dounia Sidki
- 2007 : Un brin de haine d'Alexandre Gaonach
- 2007 : Romanzo criminale de Pierre Giafferi : le Froid
- 2008 : Je viens de Teddy Lussi-Modeste : Jaouad
- 2008 : Blessures d'Amit K. Babooa ; Joseph
- 2008 : Je mâche donc je suis de Julie Lena : le sportif
- 2008 : Tralala d'Alix Lepienne : l’homme dans le wagon
- 2009 : Waramutseho ! de Kouemo Auguste Bernard : Uwamungu
- 2012 : Kaddish ! d'Emeline Castaneda : le juif
- 2012 : En équipe de Steve Achiepo : le coach
- 2014 : À la source de Steve Achiepo : Coco
- 2018 : La Reine de l'évasion d'Aurélie Cardin : l'aide-soignant 1

### Télévision
- 2019 : La Part du soupçon de Christophe Lamotte

### Réalisations courts métrages
- 2012 : En équipe
- 2014 : À la source
- 2017 : Le Jour de ton jour

### Réalisation long métrage
- 2022 : Le Marchand de sable

### Scénarios courts métrages
- 2012 : En équipe de Steve Achiepo
- 2014 : À la source de Steve Achiepo
- 2016 : Minh Tâm de Vincent Maury
- 2017 : Le Jour de ton jour de Steve Achiepo

## Théâtre
- 2008 : La quatrième prophétie de Steve Achiepo, mise en scène de l’auteur, Théâtre de Ménilmontant

## Distinctions

### Nomination
- 2017 : Pré-nomination pour le César du meilleur espoir masculin pour Tout, tout de suite de Richard Berry